# ベイヤースピード指数
ベイヤースピード指数（ベイヤースピードしすう、英: Beyer Speed Figure）は、1970年代にワシントンポストの競馬コラムニストであるアンドリュー・ベイヤーによって作られた、北米のサラブレッド競走馬のレースにおけるパフォーマンスを評価するための指数である。1975年に雑誌として出版されたデイリーレーシングフォームは、1992年から馬の成績にベイヤースピード指数を採用し始めた。この指数はアメリカとカナダの重賞レベルの馬は通常100台の数字を獲得するが、非常に強力なパフォーマンスの場合120台で評価する。 ヨーロッパでは、タイムフォームが同様の指数を作っているが、数値は異なる。往々にしてタイムフォーム・レーティングから12から14ポイントを差し引いた数字がベイヤー指数に当てはまる。
ベイヤースピード指数は、レースの最終的なタイムと距離によって計算され、競馬場のバイアスによって調整される。「パータイム」と呼ばれる競馬場での過去の平均タイムと、特にその日の平均タイムの両方で考慮され、後者は競馬場のタイムが通常よりも速いか遅いかで補正される。つまりサラトガ競馬場などのメインサーキットで90を出したとして、マイナーな競馬場で出した90もまた同じ価値がある。さらに6ハロンの距離で出した90もまた、10ハロン（1 1/4マイル）で出した90と同じ品質のパフォーマンスだといえるが、すべての馬には適正距離があり、6ハロンで大きな数字を出したとしてケンタッキーダービー（1 1/4マイルのレース）でも同じ走りを再現できる可能性は低い。

## ベイヤースピード指数上位
| 馬名               | 記録年 | 指数 | 獲得したレース                 |
| グルーヴィ         | 1987   | 133  | トゥルーノースH                |
| グルーヴィ         | 1987   | 132  | ローズベンH                    |
| ゴーストザッパー   | 2004   | 128  | フィリップHアイズリンS         |
| フライトライン     | 2022   | 126  | パシフィッククラシック         |
| ウィルズウェイ     | 1997   | 126  | ホイットニーハンデキャップ     |
| フォーマルゴールド | 1997   | 126  | ホイットニーハンデキャップ     |
| ジェントルメン     | 1997   | 126  | ドンハンデキャップ             |
| フォーマルゴールド | 1997   | 125  | ウッドワードステークス         |
| スキップアウェイ   | 1997   | 125  | ジョッキークラブゴールドカップ |
| バートランド       | 1993   | 125  | ウッドワードステークス         |
| サンデーサイレンス | 1989   | 124  | ブリーダーズカップ・クラシック |
| イージーゴア       | 1989   | 124  | ブリーダーズカップ・クラシック |
| フォーマルゴールド | 1997   | 124  | フィリップHアイズリンS         |
| アータックス       | 1999   | 124  | ヴォスバーグハンデキャップ     |
| ゴーストザッパー   | 2004   | 124  | ウッドワードステークス         |
| ミッドナイトルート | 2007   | 124  | フォアゴーハンデキャップ       |

ベイヤーは1973年に指数が存在したものと仮定して計算したところ、セクレタリアトのベルモントステークスが139になったという。その上でカウントフリートのベルモントステークスは150に達したとしている。

## 問題点
- スピードが速めに流れるマイル以下とそれより上の距離で指数の出やすさが異なる。要するに距離が長くなるほど高い数字は出なくなる。
- 最初のペースが遅いことが多く最終タイムが遅くなりがちな芝のレースでは一般的に数値の信頼性が低く、馬の実力が反映されない場合が多い。
- 僅差の為に同じ数字が出る場合があるが、スピードの持続力という点で前でレースしていた馬の方が評価は高い。
- あまりに圧勝の場合に最後追わなかったりする場合があるが、そういう場合の指数は追っている場合よりも5～10程低くなる。
- 稀に異常な数値が出ることがあり、これは精査されて修正を受ける。